# Рудольф Тайцнар
Рудольф Тайцнар (чеш. Rudolf Tajcnár; 17 квітня 1948, Братислава, Чехословаччина — 30 липня 2005, Братислава, Словаччина) — чехословацький хокеїст, захисник. Чемпіон світу 1972 року.

## Біографія
На батьківщині виступав за команди «Кошице» і «Слован» (Братислава). У чемпіонаті зіграв понад 300 ігор і відзначився 63 голами. Кольори збірної Чехословаччини захищав з 1967 по 1976 рік. Постійно залучався до її складу у 1971—1972 роках, коли став чемпіоном світу, дворазовим чемпіоном Європи і бронзовим медалістом Олімпійських ігор у Саппоро. Всього за національну команду провів 54 матчі (9 закинутих шайб).
1976 року залишив комуністичну Чехословаччину і мав намір продовжити хокейну кар'єру в Швейцарії. Чехословацький хокейний союз дискаліфікував його, а Міжнародна федерація хокею заборонила на два роки виступати у змаганнях, що проводяться під егідою цієї організації.
У такій ситуації лише в професіональних лігах Північній Америці було можливо продовжити виступи на хокейних майданчиках. В сезоні 1977/1978 Рудольф Тайцнар у складі «Мен Мерінерз» здобув найвищу нагороду Американської хокейної ліги — Кубок Колдера. Наступного сезону провів дві гри за «Едмонтон Ойлерз» у регулярному чемпіонаті Всесвітньої хокейної асоціації, а також виступав за «Спокен Флаєрс» (Тихоокеанська хокейна ліга).
Після завершення дискаліфікації грав за швейцарські команди «Амбрі-Піотта», «Аскона» і «Файдо». Тренував у Швейцарії «Аскону» (1983—84) і «Фрауенфельд» (1984—85).
25 листопада 2006 року був посмертно прийнятий до Залу слави словацького хокею.

## Досягнення
- Чемпіон світу (1): 1972
- Чемпіон Європи (2): 1971, 1972
- Срібний призер чемпіонату світу (1): 1971
- Бронзовий призер Олімпійський ігор (1): 1972
- Володар Кубка Колдера (2): 1978